# Relaksacja (reologia)
Relaksacja (zjawisko reologiczne) – zmniejszenie bądź spadek naprężeń w czasie przy stałych odkształceniach wskutek płynięcia materiału. Mówi się o pamięci materiału, jeżeli stany uprzednie (odkształcenia i naprężenia) mają wpływ na bieżące właściwości materiału. Przykładem może być umocnienie stali po przekroczeniu granicy plastyczności, wpływające m.in. na wzrost granicy sprężystości i powstanie odkształceń trwałych (niezanikających)